# Massaker in Maguindanao 2009

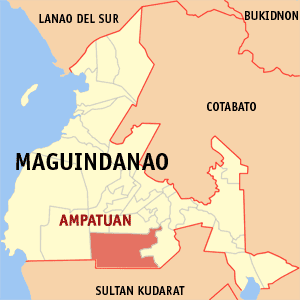
In Ampatuan in Maguindanao fand das Massaker statt

Bei dem Massaker in Maguindanao (manchmal auch Ampatuan-Massaker) am 23. November 2009 in der philippinischen Provinz Maguindanao wurden 57 Zivilisten ermordet.

## Geschichte
Der Politiker Esmael Mangudadatu wollte zur Gouverneurswahl in der Provinz Maguindanao antreten. Tage vor der Anmeldung bat er beim damaligen Leiter der 601. Brigade in Maguindanao, Oberst Medardo Geslani, um Begleitschutz für seine Anhänger und Verwandten. Geslani lehnte jedoch die Bitte ab.
Am 23. November 2009 machte sich ein Autokonvoi auf den Weg zur Anmeldung – er wurde überfallen und 57 Personen ermordet. Dabei wurde wohl ein Auto versehentlich angegriffen.
Die Opfer waren Anhänger und Angehörige von Mangudadatu, darunter auch 32 Journalisten. Laut der Organisation Reporter ohne Grenzen handelt es sich um das „größte einzelne Massaker an Journalisten in der Geschichte“.
Zwischen den Clans der Mangudadatu und der Ampatuan herrschte seit Jahren eine Familienfehde – auf den Philippinen unter dem Begriff Rido bekannt.
Vor den Morden standen Bagger bereit, die bereits Gruben ausgehoben hatten, in die die Opfer zusammen mit ihren Fahrzeugen geworfen wurden. Eines der Opfer konnte kurz vor seinem Tod noch eine SMS absetzen, die die Polizei alarmierte. Diese schickte einen Polizeihubschrauber, der das weitere Verwischen von Spuren verhinderte.
Doch es wurden auch 21 Polizeibeamte entlassen, denen vorgeworfen wurde, dass Massaker zuzulassen. Zum Teil sollen sie z. B. durch eine Straßenblockade des Konvois aktiv unterstützt haben.
Mehrere Verdächtige wurden verhaftet, darunter auch Andal Ampatuan junior, einer der Söhne des damaligen Gouverneurs Andal Ampatuan senior
Am 24. November erklärte die Präsidentin der Philippinen, Gloria Macapagal Arroyo, den Notstand in den Provinzen Maguindanao, Sultan Kudarat und Cotabato City.
Laut dem Innenstaatssekretär Ronaldo Puno kam es zu Zusammenstößen mit örtlichen Milizen des Ampatuan-Clans und den Sicherheitskräften. Auch in der Stadt Datu Unsay kam es zu Zusammenstößen mit der Polizei.

## Opfer

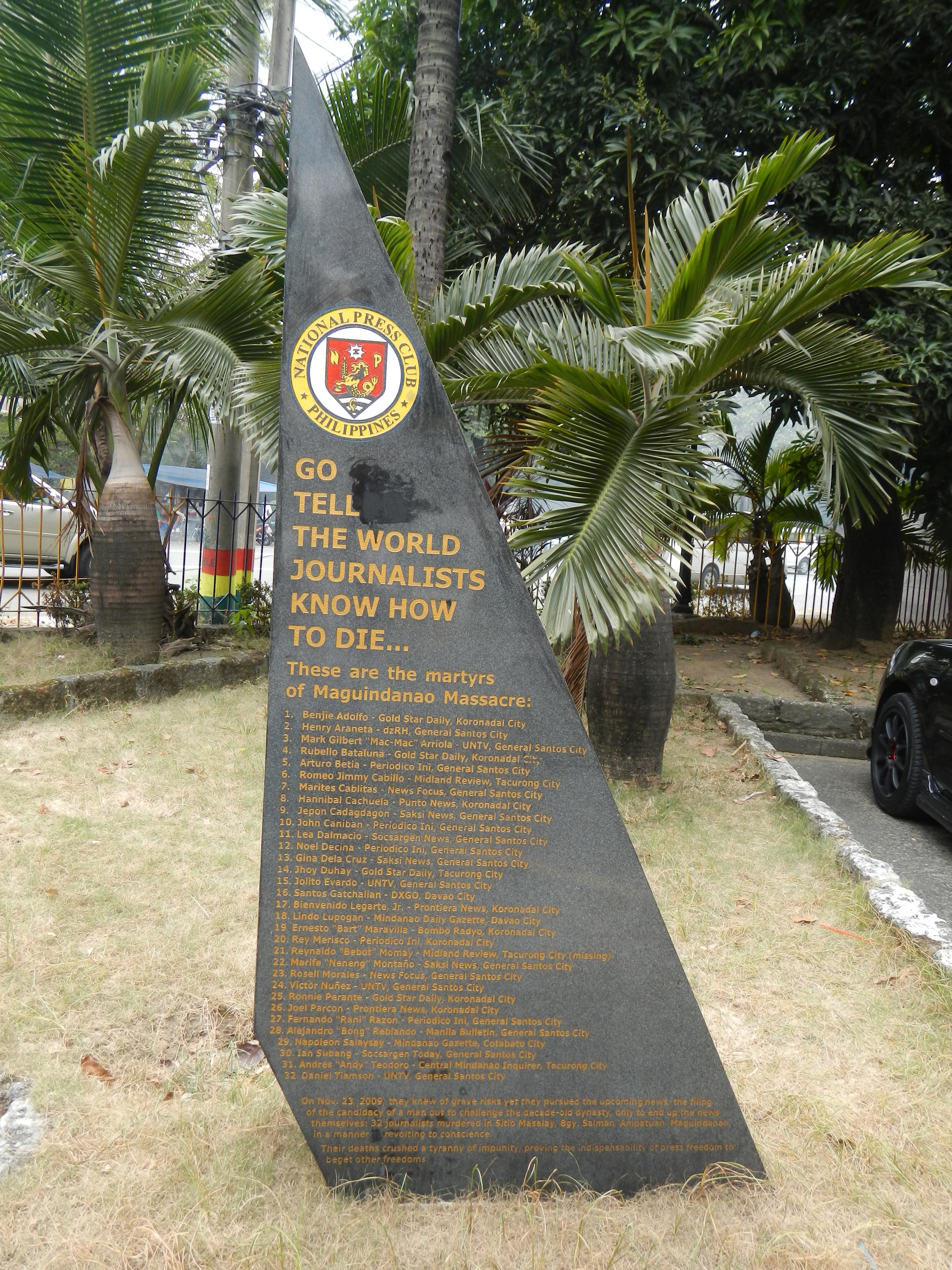
Monument, National Press Club of the Philippines

### Mangudadatus Familie und Verbundene
| Name                        | Beschreibung                                                          |
| --------------------------- | --------------------------------------------------------------------- |
| Genalyn Tiamson-Mangudadatu | Esmael Mangudadatus Frau                                              |
| Eden Mangudadatu            | Vizebürgermeisterin von Mangudadatu, Schwester von Esmael Mangudadatu |
| Rowena Mangudadatu          | Cousin von Esmael Mangudadatu                                         |
| Manguba Mangudadatu         | Tante von Esmael Mangudadatu                                          |
| Faridah Sabdulah            |                                                                       |
| Farida Mangudadatu          | Jüngste Schwester von Esmael Mangudadatu                              |
| Farina Mangudadatu          | Schwester von Esmael Mangudadatu                                      |
| Concepcion Brizuela         | Rechtsanwältin                                                        |
| Cynthia Oquendo             | Rechtsanwältin                                                        |
| Catalino Oquendo            | Cynthia Oquendos Vater                                                |
| Rasul Daud                  | Fahrer                                                                |

### Journalisten
32 Journalisten wurden bei dem Massaker ermordet. Nur 25 konnten bis jetzt identifiziert werden.
| Name                | Beschreibung      |
| ------------------- | ----------------- |
| Alejandro Reblando  | Korrespondent     |
| Henry Araneta       | Korrespondent     |
| Napoleon Salaysay   | Manager           |
| Bartolome Maravilla |                   |
| Jhoy Dojay          | Goldstar Daily    |
| Andy Teodoro        | Mindanao Examiner |
| Ian Subang          | Mindanao Focus    |
| Leah Dalmacio       | Mindanao Focus    |
| Gina Dela Cruz      | Mindanao Focus    |
| Maritess Cablitas   | Mindanao Focus    |
| Neneng Montano      | Saksi             |
| Victor Nuñez        | UNTV Reporter     |
| McDelbert Arriola   | UNTV Kameramann   |
| Jolito Evardo       | UNTV Bearbeiter   |
| Daniel Tiamson      | UNTV Fahrer       |
| Humberto Mumay      | Journalist        |
| Rey Merisco         | Journalist        |
| Ronnie Perante      | Journalist        |
| Jun Legarta         | Journalist        |
| Val Cachuela        | Journalist        |
| Santos Gatchalian   | Journalist        |
| Joel Parcon         | Freier Journalist |
| Noel Decena         | Freier Journalist |
| John Caniba         | Freier Journalist |
| Art Betia           | Freier Journalist |
| Ranie Razon         | Freier Journalist |
| Archie Ace David    | Freier Journalist |
| Fernando Mendoza    | Fahrer            |

### Roter Toyota Vios
Fünf Opfer, die vermutlich irrtümlich als Teil des Konvois betrachtet wurden:
| Name               | Beschreibung                       |
| ------------------ | ---------------------------------- |
| Eduardo Lechonsito | Regierungsangestellter             |
| Cecille Lechonsito | Frau von Eduardo Lechonsito        |
| Mercy Palabrica    | Mitarbeiter von Eduardo Lechonsito |
| Daryll delos Reyes | Mitarbeiter von Eduardo Lechonsito |
| Wilhelm Palabrica  | Fahrer                             |

## Juristische Aufarbeitung
Im April 2010 wurde gegen zwei Verdächtige des Ampatuan-Klans, Zaldy Ampatuan und dessen Onkel Akmad Ampatuan, auf Anordnung des Justizministers Alberto Agra und unter Protest der Staatsanwaltschaft die Klage fallen gelassen.
Der Prozess gegen Andal Ampatuan junior wurde am 8. September 2010 eröffnet. Neben ihm wurden 195 weitere Personen angeklagt. Der erste Hauptzeuge, Lakmudin Saliao, sagte vor Gericht aus, dass die Ampatuans in einem Familientreffen den Tod von Esmael Mangudadatu im Falle einer Kandidatur beschlossen hätten. Laut der Aussage telefonierte Andal Ampatuan junior mit seinem Vater kurz vor Ankunft des Konvois und lehnte den Vorschlag, die Journalisten am Leben zu lassen, mit dem Hinweis auf mögliche Aussagen ab. Er soll sich selbst mit mehr als hundert Angehörigen der familieneigenen Miliz an den Morden beteiligt haben.
Human Rights Watch und Verwandte der Opfer kritisierten die Verzögerungen bis zum Prozess. Bis zu seinem Beginn wurden fünf Zeugen ermordet und andere massiv eingeschüchtert.
Am 23. November 2011, dem zweiten Jahrestag des Massakers, verklagten die Opfer über ihren Anwalt Harry Roque die ehemalige Präsidentin Gloria Macapagal Arroyo auf 346.000 US-Dollar Schadenersatz. Sie soll den Clan um Ampatuan jahrelang unterstützt haben. Am Tag danach wurde der Opfer mit 58 Schweigesekunden, eine für jeden Toten, gedacht.
Am 29. August 2012 nahm die Polizei in einem Vorort von Manila Datu Ulo Ampatuan fest. Der Sohn von Andal Ampatuan senior war laut Augenzeugen bei dem Massaker anwesend. Zu dem Zeitpunkt befanden sich Andal Ampatuan senior, drei seiner Söhne und 97 Komplizen in Haft. 94 Personen wurden noch gesucht.
Am 19. Dezember 2019 wurden von Richterin Jocelyn Solis-Reyes in Manila 28 Urteile wegen Mordes gesprochen. 8 der Verurteilten stammen aus dem engsten Kreis der Familie Ampatuan. Sie hatten die Morde laut Zeugenaussagen im Zuge eines Familienrats beschlossen. Auch der 2015 in Untersuchungshaft verstorbene frühere Gouverneur, Andal Ampatuan Senior, stimmte dem Plan ausdrücklich zu.

## Dokumentation
History Asia veröffentlichte am 26. September 2010 eine Dokumentation zu dem Massaker mit dem Namen The Maguindanao Massacre.